# Ingrés públic
Els ingressos públics són els recursos que capta el sector públic per dur a terme les seves activitats. Des d'un punt de vista quantitatiu, els impostos solen constituir el principal component dels ingressos públics. Un altre component important és la producció realitzada per les empreses públiques propietat dels Estats o els rendiments obtinguts del lloguer o ús de propietats o serveis públics. També hi ha altres vies més excepcionals d'obtenir recursos públics, com per exemple, la venda de determinats actius i la privatització d'empreses o la captació de recursos mitjançant l'endeutament en el mercat financer internacional.
La recaptació d'ingressos és la tasca més bàsica d'un govern, ja que els recursos alliberats mitjançant la recaptació d'ingressos són necessaris per al funcionament del govern, la provisió del bé comú (a través del contracte social per tal de complir l'interès públic) i l'execució. de les seves lleis; aquesta necessitat d’ingressos va ser un factor important en el desenvolupament de l'estat burocràtic modern.
Els ingressos del govern són diferents del deute públic i de les classes d'ingressos públics.
L'estat desenvolupa un conjunt d'activitats econòmiques en favor dels seus ciutadans, per tant necessita disposar de recursos amb els quals sufragar les despeses que comporten aquestes necessitats, que cada vegada adquireixen més volum. L'activitat desenvolupada pel sector públic, com qualsevol agent de producció, produeix recursos els quals han estat generats per la seva pròpia activitat econòmica, a la qual retroalimenten. Alguns dels serveis que presta l'estat actualment són el transport, el subministrament d'aigua, l'ensenyament, etc. Generen ingressos que poden cobrir, segons el cas, o bé la totalitat o bé només una part dels costos de producció d'aquests serveis. L'estat també és propietari de béns com terrenys, edificis, obres artístiques o empreses, dels que obté ingressos derivats de la seva explotació. De forma afegida l'estat pot obtenir ingressos de manllevar diners. L'estat a més pot captar recursos de forma coactiva via impostos, emparant-se en la seva qualitat de representant màxim dels interessos ciutadans i exigint als ciutadans la participació en el finançament dels projectes de despesa pública.

### Ingressos voluntaris
El sector públic també compta amb ingressos voluntaris com ara serien donacions dels individus al sector públic i també ingressos d'acord amb el principi de contraprestació com: derivats de la venda de béns i serveis, rendes del patrimoni públic (lloguers d'edificis públics), derivats de les vendes d'actius patrimonials (vendes d'edificis públics), derivats de la realització d'operacions de crèdit.

### Ingressos coactius
Aquests són els ingressos que Adam Smith anomenava "derivats del poder de coacció que l'estat té sobre els particulars". Són obtinguts a partir del poder penal i del poder fiscal. Són els impostos, les taxes i les contribucions especials.

## Impostos
Els impostos són obligacions en favor de l'estat, regits per dret públic, que no requereixen contraprestació directa o determinada per part de l'administració pública. En la majoria de legislacions sorgeixen exclusivament de la "potestat tributària de l'estat", amb l'objecte principal de finançar les seves despeses. Els impostos són actualment la principal via d'ingressos públics i representen almenys, entre el 85 i el 90% del total dels ingressos.
La causa dels impostos, segons els tractadistes de l'economia pública, és recaptar els ingressos que l'estat i els ens públics necessiten, mentre que sobre el seu fonament es distingeixen dues teories, la teoria de l'interès o benefici i la teoria de la capacitat de pagament.

## Taxes (tribut)
Les taxes són els tributs que l'estat cobra per la realització d'un determinat servei o activitats en règim de dret públic. Actualment, no tenen en si una finalitat dirigida a la recaptació de béns, sinó que més aviat és de racionalitzar i limitar l'ús dels serveis públics.

### Contribucions especials
Les contribucions especials són contribucions de millora ocasional per la realització d'una obra pública o d'un servei públic, realitzada en interès públic, però que proporciona avantatges concrets o beneficis especials a determinats individus.

### Ingressos contractuals
Són els anomenats per Adam Smith com a ingressos originaris i que l'estat pot obtenir de la mateixa manera que podria derivar-los a un individu particular. Encaixen dins d'aquest apartat els procedents de prestacions de béns i serveis per l'estat mitjançant negoci o una relació contractual.

## Preu
Dins dels ingressos contractuals s'inclouen els diferents tipus de preus, distingint:
- Preu privat
- Preu parcialment privat
- Preu públic
- Preu polític